# International Automotive Components
International Automotive Components (IAC) este un grup din industria auto cu sediul central în Luxemburg.
Grupul a avut în 2009 vânzări de 2,5 miliarde de dolari și este prezent la nivel mondial în 15 state, prin 73 fabrici, și are 19.000 de angajați.
În februarie 2011, grupul a lansat lucrările de construcție a unei fabric de planșe de bord, panouri de portiere și capitonaje de plafon de la Balș, județul Olt, investiția în valoare de 58 de milioane de euro urmând să fie finalizată până la sfârșitul anului.
Produsele vor fi destinate în principal uzinei auto Ford de la Craiova.
În momentul în care va fi deplin funcțională, fabrica de la Balș va dispune de un număr de 400 de angajați.